# Oorlogsverklaring

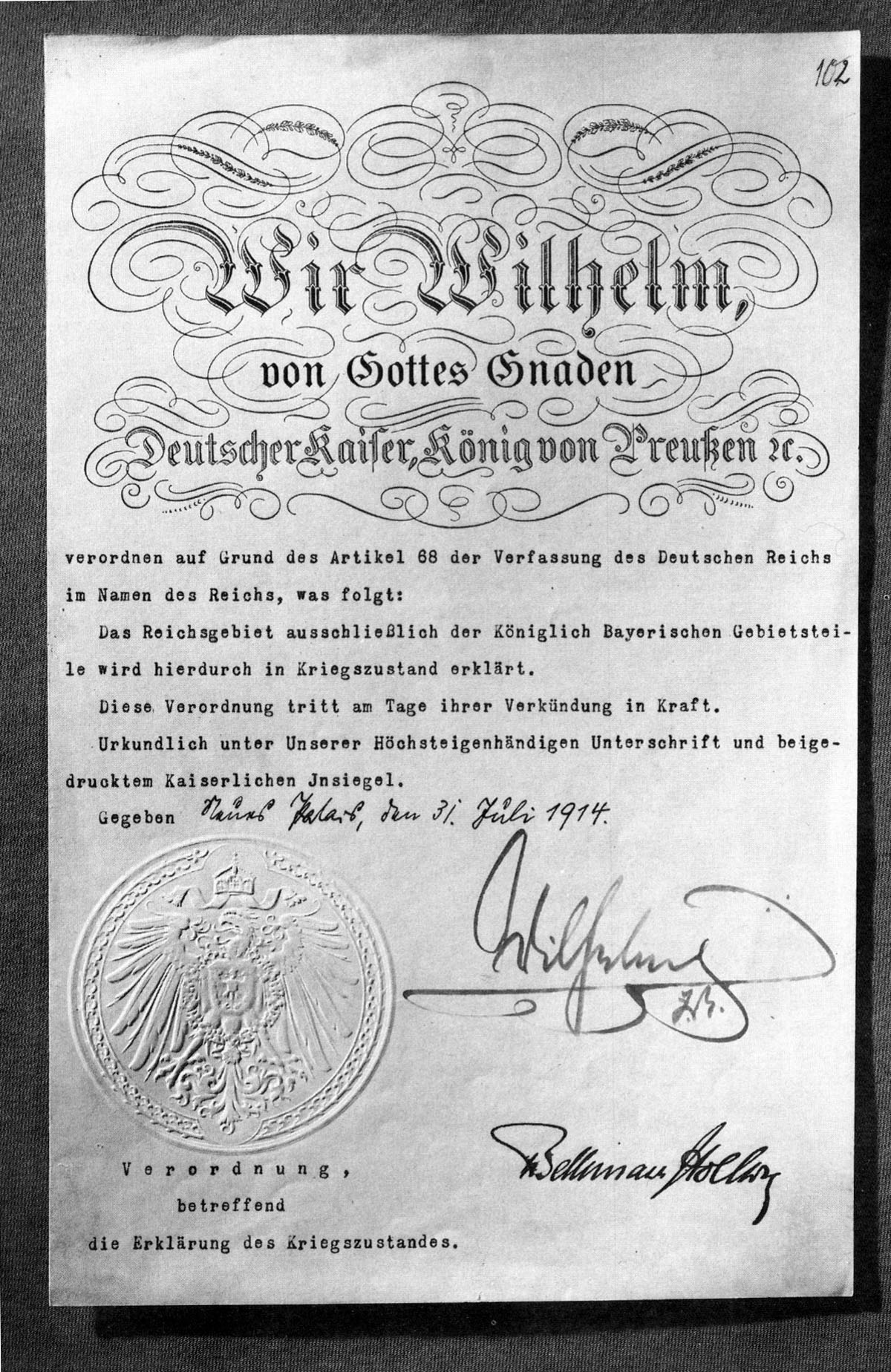
Oorlogsverklaring 31 juli 1914 Eerste Wereldoorlog door keizer Wilhelm II van Duitsland

Een oorlogsverklaring is de formele aanzegging van oorlog van een land tegen een ander land, en is daarmee het officiële begin van een oorlog.

## Gevolgen
Het vervolg van een oorlogsverklaring is vaak dat het oorlogsverklarende land het land binnenvalt waaraan de oorlog verklaard is. De oorlog is officieel pas afgelopen als er een vredesverdrag is getekend, of als een van de partijen heeft verloren. Dit kan de volgende consequenties hebben:
- Het verliezende land wordt tijdelijk bezet;
- Het verliezende land wordt ingelijfd;
- Een deel van het land wordt ingelijfd;
- Het land moet toezeggingen doen en/of (herstel)betalingen doen;
- Het regime wordt afgezet.

De aanval op Pearl Harbor had vrijwel direct moeten volgen op een oorlogsverklaring van Japan. De afgezant van Japan in Amerika bracht de oorlogsverklaring door omstandigheden echter pas na de aanval over. De Amerikanen spraken daarom meteen van een laffe aanval op een neutraal land.

## Achtergrond
Oorlogsverklaringen worden aanvaard als diplomatieke maatregel sinds de Renaissance, toen de eerste formele oorlogaanzeggingen gedaan werden.
In het internationaal recht houdt een oorlogsverklaring de erkenning in van een toestand van vijandelijkheden en dit brengt een aantal gedragsregels tussen de strijdmachten met zich mee. De belangrijkste multilaterale verdragen die deze verklaringen regelen zijn de Verdragen van Den Haag van 1899 en 1907.
Omdat de Volkenbond na de Eerste Wereldoorlog niet in staat bleek de Tweede Wereldoorlog te voorkomen, werden de Verenigde Naties opgericht om internationale agressie door oorlogsverklaringen te voorkomen.

## De VN en oorlog
Het Charter van de Verenigde Naties probeert te bekomen dat leden alleen nog kunnen oorlog voeren onder beperkte omstandigheden, in het bijzonder alleen voor defensieve redenen.
Paradoxaal genoeg werd de VN zelf een oorlogspartij nadat Noord-Korea Zuid-Korea binnenviel op 15 juni 1950. De Veiligheidsraad veroordeelde de Noord-Koreaanse actie met een stemming van 9 tegen 0 (de Sovjet-Unie was afwezig) en riep haar leden op Zuid-Korea te helpen. De Verenigde Staten en 15 andere landen vormden een VN-macht om dit uit te voeren. President Truman van de VS noemde deze actie geen "oorlog", maar een "politie-actie".
De Verenigde Naties hebben resoluties uitgevaardigd waardoor sommige oorlogen als gewettigd door het internationaal recht werden erkend, in het bijzonder resolutie 678, die de Eerste Golfoorlog rechtvaardigde in 1991.

## Oorlogen die geen oorlogen zijn
In de meeste democratische landen moet een oorlogsverklaring door de wetgever goedgekeurd worden. Sommige democratische landen voeren een beperkte vorm van oorlog zonder oorlogsverklaring door er een andere naam aan te geven, bijvoorbeeld "militaire actie" of "gewapend antwoord". Belangrijke voorbeelden hiervan zijn de Verenigde Staten en de inmenging in Vietnam gedurende meer dan 10 jaar, en Frankrijk, dat meermaals ingreep en "de orde handhaafde" in sommige van zijn voormalige kolonies.
Door niet officieel de oorlog te verklaren kan de uitvoerende macht soms grondwettelijke beperkingen omzeilen, en gebondenheid aan krijgswetten omzeilen. Door het woord "oorlog" niet te gebruiken, vermijdt men ook het publiek af te schrikken. Dit zijn redenen waardoor oorlogsverklaringen tegenwoordig niet meer voorkomen.

## Huidige oorlogsverklaringen
Enkele oorlogsverklaringen zijn op dit moment nog van kracht, hoewel ze eerder behouden worden door gebrek aan een vredesverdrag dan door een actieve toestand van vijandelijkheden.
- Noord-Korea en Zuid-Korea zijn nog steeds wettelijk in staat van oorlog sinds de Korea-oorlog.
- Israël is in staat van oorlog met Libanon en Syrië sinds de Jom Kipoeroorlog.
- Irak is in oorlog met Israël aangezien het de vredesverdragen van 1949 niet getekend heeft.
- Armenië en Azerbeidzjan zijn in staat van oorlog over de kwestie Nagorno-Karabach.
- Rusland en Japan hebben nooit de formele staat van oorlog opgeheven na de Tweede Wereldoorlog. Het dispuut over de Koerilen staat een vredesverdrag in de weg.